# Instituto Nacional de Antropologia e História
Instituto Nacional de Antropologia e História (INAH) é uma agência do governo federal do México criada em 1939 para garantir a pesquisa, preservação, proteção e promoção do patrimônio pré-histórico, arqueológico, antropológico, histórico e paleontológico do país. A sua criação tem desempenhado um papel fundamental na preservação do patrimônio cultural mexicano. Sua sede nacional atual está alojado no Palácio do Marqués del Apartado.
O INAH e o Instituto Nacional de Bellas Artes e Literatura estão encarregados de catalogar e proteger monumentos e edifícios considerados patrimônio cultural. O INAH é dotado de estruturas, zonas e remanescentes "arqueológicos" (pré-hispânicos e paleontológicos) e "históricos" (pós-Conquista do século XVI ao XIX), ao passo que o INBAL possui edifícios e monumentos "artísticos" de valor estético considerado por uma comissão). Edifícios dignos estão catalogados no Registro Público de Monumentos e Zonas Arqueológicos e Históricos.